# マイケル・アティヤ
マイケル・アティヤ（Michael F. Atiyah [əˈtiːə]、1929年4月22日 - 2019年1月11日

）は、アティヤ＝シンガーの指数定理、ゲージ理論の研究などで知られるイギリスの数学者。20世紀最高の数学者の一人とみなされている。父親がレバノン人、母親はスコットランド人。父はアラブ研究で知られる歴史家のエドワード・アティヤ、弟は弁護士のパトリック・アティヤ。

## 人物
その発想は素直で自然であり、数学の諸分野、また理論物理学までをも結びつけるスケールの大きさが印象的である。業績が多分野に関係するため共著の論文が多い。
サイモン・ドナルドソン、ナイジェル・ヒッチン、ピーター・クロンハイマー、フランシス・カーワン、ルース・ローレンスなど優れた弟子を育て、また、エドワード・ウィッテンを見出したことでも知られる。
1983年に英国王室よりナイトの称号を得る。1990年から1995年まで王立協会会長を務めた。
最晩年の2018年には微細構造定数を導出する過程でリーマン予想を証明できると主張した。彼は、発表した5ページの論文に加え、全ての根拠を示した論文を王立協会が発行する科学誌に投稿し、2018年現在専門家らにより検証が進められている。他の専門家の多くが懐疑的な意見を表明していることについて、「証明の正当性はある」「私が全く新しく、予想外の方法で解いたため、疑念が出ているのだろう」と反論している。「数学者の旬は40歳までとみんな言うが、間違っていると証明したい。90歳になってもできると見せたい」「論文は今年90歳で亡くなった数学者の妻に捧げた」と語った。
アティヤは90歳の誕生日の3か月と11日前に死去した。

## 著書
- Intoduction to Commutative Algebra (I.G.MacDonaldとの共著) ISBN 0201407515
  - 訳書:『可換代数入門』、新妻弘 訳 、共立出版、ISBN 4320017919
- 訳書:『アティヤ 数学とは何か』、志賀浩二 編訳、朝倉書店、ISBN 9784254102475
- 訳書:『K理論』、松尾信一郎・川辺治之 訳、岩波書店、ISBN 9784000053310

## 受賞歴
- 1961年 - ベリック賞
- 1966年 - フィールズ賞
- 1968年 - ロイヤル・メダル
- 1975年 - ベーカリアン・メダル
- 1980年 - ド・モルガン・メダル
- 1987年 - キング・ファイサル国際賞科学部門
- 1988年 - コプリ・メダル
- 1993年 - ベンジャミン・フランクリン・メダル
- 2004年 - アーベル賞 （イサドール・シンガーと共同受賞）
- 2010年 - グランドメダル

## アカデミー会員
- 1962年 - 王立協会フェロー
- 1969年 - アメリカ芸術科学アカデミー外国人会員
- 1972年 - スウェーデン王立科学アカデミー外国人会員
- 1977年 - 国立科学アカデミー・レオポルディーナ外国人会員
- 1978年 - 米国科学アカデミー外国人会員
- 1978年 - フランス科学アカデミー外国人会員
- 1979年 - 国立アイルランドアカデミー名誉会員
- 1985年 - エディンバラ王立協会フェロー
- 1988年 - ヨーロッパ・アカデミー会員
- 1992年 - オーストラリア科学院フェロー
- 1993年 - イギリス王立工学アカデミー名誉フェロー
- 1994年 - ロシア科学アカデミー外国人会員
- 2001年 - ノルウェー科学文学アカデミー会員
- 2012年 - アメリカ数学会フェロー